# Новостроївка (Хмельницький район)
Новостро́ївка —  село в Україні, у Вовковинецькій селищній громаді Хмельницького району Хмельницької області. Населення становить 100 осіб.
Колишня назва — Стара Гута.
30 жовтня 1921 р. під час Листопадового рейду через Стару Гуту проходила Подільська група (командувач Михайло Палій-Сидорянський)  Армії Української Народної Республіки.